# Richia neoclivis
Richia neoclivis är en fjärilsart som beskrevs av Barnes och Benjamin 1924. Richia neoclivis ingår i släktet Richia och familjen nattflyn. Inga underarter finns listade.